# Dave Wolverton
Pour les articles homonymes, voir Wolverton et McFarland.
Œuvres principales
- Série Les Seigneurs des runes
- Le Mariage de la Princesse Leia

Dave Wolverton, né le 15 mai 1957 à Springfield en Oregon et mort le 14 janvier 2022 à Saint George en Utah, est un écrivain américain de science-fiction. Sous le pseudonyme de David Farland, il écrit des livres de fantasy.

## Biographie
En 1998, Dave Wolverton commence Les Seigneurs des runes (The Runelords), une série d'heroic fantasy, chez l'éditeur Tor Books. Il est professeur à l'Université Brigham Young. 

## Œuvres

### SérieLes Seigneurs des runes
1. La Douleur de la terre, Pocket, 2009 ((en) The Sum of All Men, 1998)
2. La Confrérie des loups, Pocket, 2009 ((en) Brotherhood of the Wolf, 2000)
3. Les Entrailles du mal, Pocket, 2009 ((en) Wizardborn, 2001)
4. La Salle des ossements, Pocket, 2010 ((en) Lair of Bones, 2003)
5. Les Fils du chêne, Pocket, 2011 ((en) Sons of the Oak, 2006)
6. Les Mondes liés, Pocket, 2012 ((en) Worldbinder, 2007)
7. Le Labyrinthe de Rugassa, Pocket, 2013 ((en) The Wyrmling Horde, 2008)
8. Le Soulèvement, Pocket, 2014 ((en) Chaosbound, 2009)
9. (en) A Tale of TalesLa publication sous format papier du roman a été prévu en 2012 mais n'a jamais eu lieu[2] ; une nouvelle publication au format numérique a été planifiée pour fin 2015  mais elle a également été annulée[3]. Le site officiel de l'auteur liste toujours le livre comme étant à paraître[4].

### UniversStar Wars

#### SérieLes Apprentis Jedi
1. Premières Armes, Pocket Jeunesse, 2002 ((en) The Rising Force, 1999)

#### Roman indépendant
- Le Mariage de la Princesse Leia, Presses de la Cité, 1995 ((en) The Courtship of Princess Leia, 1994)Réédition, Fleuve noir, coll. « Star Wars » no 25, 1999 (ISBN 2-265-06802-0)

### SérieSerpent Catch
1. (en) Serpent Catch, 1991
2. (en) Path of the Hero, 1993

### SérieRavenspell
1. (en) Of Mice And Magic, 2005
2. (en) The Wizard of Ooze, 2007
3. (en) Freaky Flyda, 2009

### SérieThe Golden Queen
1. (en) The Golden Queen, 1994
2. (en) Beyond the Gate, 1995
3. (en) Lords of the Seventh Swarm, 1997

### SérieMummy Chronicles
1. (en) Revenge of the Scorpion King, 2001
2. (en) Heart of the Pharaoh, 2001
3. (en) The Curse of the Nile, 2001
4. (en) Flight of the Phoenix, 2001

### Romans indépendants
- (en) On My Way to Paradise, 1989
- (en) Wheatfields Beyond, 1993
- (en) A Very Strange Trip, 1999Basé sur une histoire de L. Ron Hubbard
- (en) In the Company of Angels, 2009

### Nouvelles
- (en) The Sky is an Open Highway, 1988
- (en) My Favorite Christmas, 1993
- (en) We Blazed, 1995
- (en) In the Teeth of Glory, 1995
- (en) The Stone Mother's Curse, 1996
- (en) After a Lean Winter, 1996

### Essais
- (en) Rant Fantastic: On Writing as a Fantasist, 1997
- (en) The Problem of Portraying Good in Fiction, 1998